# Kaple Panny Marie (Suché Studánky)
Kaple Panny Marie, též Mariánská či Můstecká kaple, v zaniklé osadě Suché Studánky náleží katastrálnímu území Javorná na Šumavě. Nachází se na náhorní planině severovýchodně od hory Můstek, na okraji přírodní rezervace Městišťské rokle, v nadmořské výšce 1080 m – na počátku 90. let 20. století byla nejvýše položenou zachovanou kapličkou na české straně Šumavy, v současnosti se výše nacházejí obnovené kaple svatého Michala na Bučině a kaple svatého Huberta na Boubíně.

## Historie
Kaple byla postavena u bývalého dvora Christlgirgl jako přesná zmenšená kopie staré Hauswaldské kaple u Srní. V roce 1868 namaloval pro tuto kapli nýrský malíř Wieder na plátně malovaný obraz Madony s děťátkem, jedná se o originální lidovou malbu z okruhu pasovských madon. Když plátno zchátralo, byla podle originálu pořízena hodnotná kopie, obraz je i v současnosti umístěný nad oltářem. V 50. letech 20. století byl interiér kaple zdevastován, odcizeny byly i obrázky na skle malované rovněž Wiederem z Nýrska, včetně 14 obrazů křížové cesty, na nichž Kristovo utrpení bylo zasazeno do zdejší šumavské krajiny. Při opravě v roce 1989 byla kapli odstraněna zvonička.